# Karnilla
Karnilla è un personaggio dei fumetti pubblicati dalla Marvel Comics, è la regina di Nornheim (una delle province di Asgard). Spesso alleata di Loki, è profondamente innamorata di Balder.

## Biografia del personaggio
Alla sua prima apparizione, Karnilla, salva Balder da morte certa per mano di Loki, in seguito, però, si allea con il dio degli inganni condividendo con lui il potere delle Pietre delle Norne. Sempre nel tentativo di aiutare Loki finisce per creare accidentalmente il criminale Demolitore ed inganna Sif per risvegliare il Distruttore. Durante questo piano si innamora di Balder, che però la respinge. Inizia tra loro un gioco fatto di scaramucce e ripensamenti, fino a che Karnilla aiuta Odino a svegliarsi in tempo per sconfiggere Infinità e Balder è costretto a diventare suo schiavo. Infine, rende la libertà a Balder ed inizia a collaborare con Thor in più occasioni. Nuovamente respinta da Balder lo rapisce assieme alla sua nuova amata, Nanna, cercando di costringerlo a sposarla per salvare la vita della ragazza, pentita ne cercherà il perdono per la morte di Nanna. Dopo questo episodio tornerà brevemente dalla parte del male alleandosi con Loki e con Amora l'Incantatrice, per poi accorrere in aiuto di Asgard, sotto richiesta di Balder, contro il demone Surtur. Dopo questa piccola tregua Karnilla torna a tramare per tenere Balder con lei a Nornheim, ma catturata dai Giganti di Ghiaccio verrà salvata proprio dal suo amato; sarà poi lei a ricambiare il favore quando Balder si scontrerà contro il malvagio Seth. In seguito unisce le forze con i Tre Guerrieri e i Nuovi Mutanti per sconfiggere la dea della morte Hela che attentava alla vita di Odino.
Dopo gli eventi di Fear Itself, Karnilla inizia a preparare un attacco contro Asgard; sostituisce Thor, ucciso dal Serpente, con il nuovo dio del tuono Tanarus (sotto le cui vestigia si nasconde il troll Ulik), eliminando il vero figlio di Odino dai ricordi di tutti gli asgardiani tranne Loki.

## Poteri e abilità
Come tutti gli asgardiani, Karnilla, è dotata di forza, agilità, resistenza e velocità sovrumane, dovute al fatto che pelle e ossa asgardiane siano all'incirca tre volte più dense di quelle di un comune essere umano. La sua longevità è inoltre quasi illimitata e, raggiunta la maturità, il suo invecchiamento si è praticamente cristallizzato, inoltre non può morire se non venendo uccisa. La sua più grande abilità è la magia: può teletrasportarsi, creare potenti campi di energia, produrre illusioni, levitare, trasmutare la materia, spostare gli oggetti col pensiero, e molto altro. Assieme all'Incantatrice e, in seguito, a Lorelei, Karnilla è definita la strega più potente di Asgard.